# Samanta Tīna
Samanta Tīna, właśc. Samanta Poļakova (ur. 31 marca 1989 w Tukums) – łotewska piosenkarka i autorka tekstów. 
Reprezentantka Łotwy w 65. Konkursie Piosenki Eurowizji (2021).

## Życiorys
W 2010 zwyciężyła w łotewskim talent show O!Kartes akadēmija, w którym nagrodą główną była możliwość podjęcia studiów na Tech Music School w Londynie.
W 2012 wzięła udział w programie Eirodziesma, wyłaniającym reprezentanta Łotwy na 57. Konkurs Piosenki Eurowizji, w którym startowała z dwiema piosenkami: „For Father” oraz „I Want You Back” wykonywanej z Dāvidsem Kalandiją. Jako solistka zajęła 7. miejsce w drugim półfinale i nie awansowała do rundy finałowej, natomiast w duecie dotarła do drugiego miejsca w finale, przegrywając jedynie z Anmary. W tym samym roku zajęła drugie miejsce w festiwalu Słowiański Bazar.
W 2013 z utworem „I Need a Hero” zajęła drugie miejsce w łotewskich preselekcjach do 58. Konkursu Piosenki Eurowizji. Rok później w krajowych eliminacjach eurowizyjnych zajęła trzecie miejsce z utworem „Stay”. W 2016 ponownie wystąpiła w programie Supernova, tym razem startując z dwoma utworami: „We Live For Love” oraz „The Love Is Forever”; pierwszy z nich odpadł w fazie eliminacyjnej, natomiast drugi awansował do półfinału, z którego Tīna się wycofała. Rok później wystąpiła z Tadasem Rimgailą w litewskich preselekcjach do 62. Konkursu Piosenki Eurowizji; wykonali piosenkę „Tavo oda” i odpadli w pierwszej rundzie eliminacyjnej. 
W 2020 z piosenką „Still Breathing” zwyciężyła w finale Supernovy, dzięki czemu została reprezentantką Łotwy w 65. Konkursie Piosenki Eurowizji. W marcu konkurs został odwołany ze względu na pandemię COVID-19, jednakże w maju łotewski nadawca LTV ogłosił, że Tīna została ponownie wybrana do reprezentowania kraju w kolejnym konkursie. 12 marca 2021 premierę miał jej singel „The Moon Is Rising”, z którym reprezentowała Łotwę w Konkursie Piosenki Eurowizji 2021. Przy tworzeniu obu konkursowych utworów współpracowała z Aminatą Savadogo. 20 maja wystąpiła w drugim półfinale Eurowizji i zajęła w nim ostatnie miejsce.

## Dyskografia

### Single
Jako główna artystka
| Rok  | Tytuł                                    | Album |
| ---- | ---------------------------------------- | ----- |
| 2012 | „For Father”                             | –     |
| 2012 | „I Want You Back” (z Dāvidsem Kalandiją) | –     |
| 2013 | „I Need a Hero”                          | –     |
| 2013 | „Hey Chiki - Mama” (z Vudisem)           | –     |
| 2014 | „Stay”                                   | –     |
| 2016 | „We Live for Love”                       | –     |
| 2016 | „The Love Is Forever”                    | –     |
| 2016 | „Kāds trakais mani uzgleznos”            | –     |
| 2017 | „Tavo oda” (z Tadasem Rimgailą)          | –     |
| 2017 | „Vējš bungo klavieres”                   | –     |
| 2017 | „Pietiks”                                | –     |
| 2019 | „Cutting the Wire”                       | –     |
| 2019 | „Still Breathing”                        | –     |
| 2019 | „Vilku bars”                             | –     |
| 2019 | „Pirmais sniegs”                         | –     |
| 2020 | „I Got the Power”                        | –     |
| 2020 | „Mēs vairs nē”                           | –     |
| 2020 | „Man nesanāk” (z Markusem Rivą)          | –     |
| 2020 | „Tikai romāns”                           | –     |
| 2021 | „The Moon Is Rising”                     | –     |

Inne notowane utwory
| Rok  | Tytuł                                 | Najwyższe pozycje na listach | Album |
| Rok  | Tytuł                                 | LTU (Radio M-1)              | Album |
| ---- | ------------------------------------- | ---------------------------- | ----- |
| 2017 | „Story About Us” (oraz Edgaras Lubys) | 88                           | –     |